# Феоктіст (Попов)
Архієпископ Феоктіст (в миру Федір Аполлонович Попов; 6 (18) лютого 1826, Верхній Салтів, Вовчанський повіт, Харківська губернія — 3 (15) листопада 1894) — випускник Харківської духовної семінарії; соборний ієромонахів Києво-Печерської лаври (синодальної); настоятель Києво-Пустинно-Миколаївського монастиря, в.о. ректора Київської духовної семінарії. Видатний церковний педагог Російської імперії, засновник православної періодики. Єпископ Відомства православного сповідання Російської імперії з титулом «Рязанський і Зарайський».

## Біографія
Народився у сім'ї священика слободи Верхній Салтів, Вовчанського повіту Харківської губернії
Навчався спочатку в Харківської семінарії, а потім у Київській духовній академії, яку закінчив у 1851 році.
5 серпня 1851 року пострижений у чернецтво, 14 серпня висвячений в ієродиякони і 26 вересня — в ієромонахи.
27 вересня того ж року був призначений у Воронезьку семінарію помічником ректора з викладання богослов'я.
7 вересня 1852 року затверджений у ступені магістра богослов'я.
14 липня 1853 року переведений викладачем в Київську духовну семінарію.
21 січня 1855 року зарахований до соборних ієромонахів Києво-Печерської лаври.
17 грудня 1856 року призначений інспектором Київської духовної семінарії. У 1858 році тимчасово виконував обов'язки ректора і керував Києво-Пустинно-Миколаївським монастирем.
5 грудня 1859 року назначений ректором Тамбовської духовної семінарії і 20 грудня — архімандритом Козловського монастиря.
12 лютого 1860 року призначений членом тамбовської духовної консисторії, 15 того ж лютого — цензором проповідей і 23 — благочинним монастирів Тамбовської єпархії.
6 жовтня його призначили ректором Київської семінарії та настоятелем Києво-Пустинно-Миколаївського монастиря, 18 листопада — членом київської духовної консисторії, 13 лютого 1861 року — членом київської академічної конференції та академічного духовно-цензурного комітету і 15 лютого — членом окружного академічного правління. З 15 квітня до 20 жовтня 1863 року Феоктіст був членом київського єпархіального комітету з поліпшення побуту духовенства, з 11 вересня 1865 року по 25 вересня 1868 року — членом педагогічної ради при Київській консисторії з управління церковно-приходськими школами єпархії та з 15 квітня по 6 липня 1866 року — головою академічного комітету по складанню програми для викладання педагогіки в семінаріях.
19 вересня 1868 року архімандрит Феоктіст був викликаний на служіння в Петербург, де одночасно був і членом петербурзької консисторії.
З 8 лютого по 22 квітня 1869 року він був присутній в утвореному при священному Синоді комітета з перетворенню духовної академії.
19 травня 1869 року призначений єпископом Староруським, вікарієм Новгородської єпархії. Хіротонісаний 25 травня.
8 червня був визначений управителем Хутинського монастиря; 15 червня — головним членом Новгородської губернської училищної ради та головою новгородського губернського присутствія по забезпеченню побуту духовенства новгородської єпархії; 27 листопада — віце-президентом новгородського тюремного комітету.
7 грудня 1874 року переведений на Симбірську кафедру. 1 лютого 1875 року призначений головою симбірського губернського присутствія по забезпеченню побуту духовенства, 10 того ж лютого — віце-президентом симбірського тюремного комітету, 3 квітня — керуючим сизранським Вознесенським монастирем і 7 грудня — головою відкритого його ж стараннями симбірського єпархіального комітету православного місіонерського товариства.
Заснував благочинні ради і при них окружні бібліотеки для духовенства, ввів у практику загальнопархіальні та окружні з'їзди духовенства, підняв питання про влаштування емеритурної каси та єпархіального свічкового заводу, відкрив в симбірській семінарії на місцеві кошти, з метою поліпшення постановки місіонерського справи, кафедру для вивчення розколу, заснував у місцевості проживання розкольників протирозкільне Миколаївське братство, а в центрі мусульманських і чуваських поселень — особливу школу місіонерського типу, перетворив симбирське жіноче духовне училище з однокласного в трикласне.
22 вересня 1882 року він був призначений єпископом Рязанським і Зарайським.
24 березня 1885 року — проведено в архієпископи.
У рязанської єпархії особливі зусилля були спрямовані на розвиток протирозкільної місії.
В Симбірській та Рязанській єпархіях, внаслідок частих об'їздів церков, він безпосередньо був знайомий із станом парафій і знав все своє духовенство в обличчя.
Бувши сам в початку своєї служби досить тривалий час (з 15 листопада 1860 р. по 25 вересня 1868 р.) редактором журналу «Керівництво для сільських пастирів», він дуже цікавився місцевим духовним друком і дбав про її розвиток. Їм засновані «Сімбірські Єпархіальні Відомості» (1876 року), «Збірник слів і повчань при рязанському братстві св. Василя» (з 1889) і «Місіонерський Збірник», при тому ж братстві (з 1891 р.), і розширена програма видання «Рязанських Єпархіальних Ведомостей» (1889). Феоктіст цікавився також і наукою: ним надруковано самостійне дослідження — «Імператор Юстиніан I і його заслуги у відношенні до церкви Христової» (Київ, 1856 р.); під кінець життя він цікавився археологією, надаючи діяльну підтримку різним археологічним установам та починанням, за що був обраний почесним членом Санкт-Петербургського Археологічного інституту (18 січня 1888 р.) та археологічного товариства при Київській духовній академії (16 січня 1888 р.).